# Iresine
Iresine là chi thực vật có hoa trong họ Amaranthaceae.

## Một số loài
- Iresine angustifolia Euph.
- Iresine argentata (Mart.) D.Dietr.
- Iresine diffusa Humb. et Bonpl. ex Willd. (= Iresine celosia, Iresine celosioides, Iresine canescens, Iresine paniculata (L.) Kuntze, Iresine elongata) 
  - Iresine diffusa f. lindenii (=Iresine lindenii Humb. & Bonpl.)
- Iresine elatior
- Iresine flavescens Humb. et Bonpl. ex Willd.
- Iresine grandiflora
- Iresine herbstii Hook. ex Lindl.
- Iresine heterophylla Standl.
- Iresine keyensis
- Iresine leptoclada (Hook.f.) Henrickson et Sundberg
- Iresine macrophylla R.E.Fr. (= Cruzeta celosioides (L.) M.Gómez, Celosia paniculata L., Iresine celosioides L.)
- Iresine palmeri (S.Watson) Standl.
- Iresine pedicellata Eliasson (Ecuador)
- Iresine polymorpha Mart.
- Iresine rhizomatosa Standl.

### Trước đây được đặt trongIresine
- Pfaffia glomerata (A.Spreng.) Pedersen (như I. glomerata A.Spreng.)
- Aerva javanica (Burm.f.) Juss. ex Schult. (như I. javanica Burm.f. hoặc I. persica Burm.f.)[3]